# Cimetière ancien de Charenton-le-Pont
Le cimetière ancien de Charenton-le-Pont est un cimetière situé dans le bois de Vincennes du 12e arrondissement de Paris. Il est localisé le long de l'avenue de Gravelle.

## Description
Dans ce cimetière se trouvent un carré militaire et un monument aux Morts.
Il fait partie des cinq cimetières sur le territoire de Paris mais qui sont gérés par leurs communes respectives.

## Historique

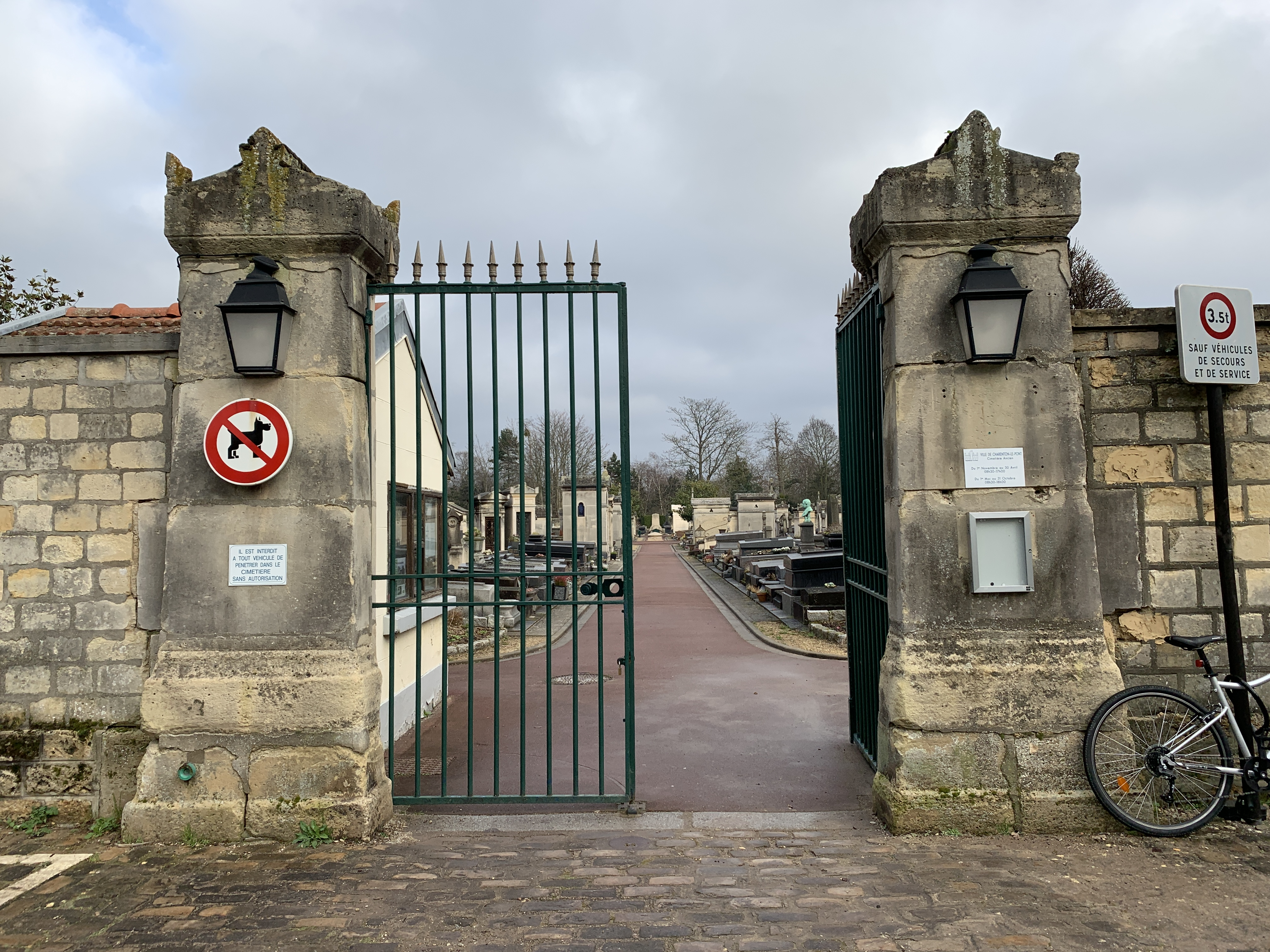
L'entrée du cimetière.

Ce cimetière est en réalité le troisième de la commune. Dans ce quartier de Charenton appelé Conflans, le cimetière était contigu à l'église. Une délibération municipale du 18 pluviôse an IX (7 février 1801) constate son mauvais état, décide des réparations des murs, et de son agrandissement en détruisant la maison du maître d'école.
Par délibération du 21 mai 1821, fut votée l'acquisition d'un terrain appartenant à la maison royale de santé (aujourd'hui l'hôpital Esquirol), situé dans le quartier des Carrières, où le chemin de terre de Conflans à Charenton (rue de Conflans) est coupé par le pavé qui descend de la grande route au bac (rue des Bordeaux).
Ce nouveau cimetière fut ouvert en 1825. Toutefois, il fut presque totalement détruit en 1848 pour laisser place à la ligne de Paris-Lyon à Marseille-Saint-Charles. La municipalité fit alors l'acquisition du terrain actuel sur une partie du territoire communal acquis en 1861 pour aménager le bois de Vincennes par la Ville de Paris et rattaché administrativement à celle-ci en 1929.
Par délibération du 19 février 1872, le reste du cimetière de la rue de Conflans fut vendu, et un lopin servit aux tombes, dites des Anglais.

## Personnalités enterrées

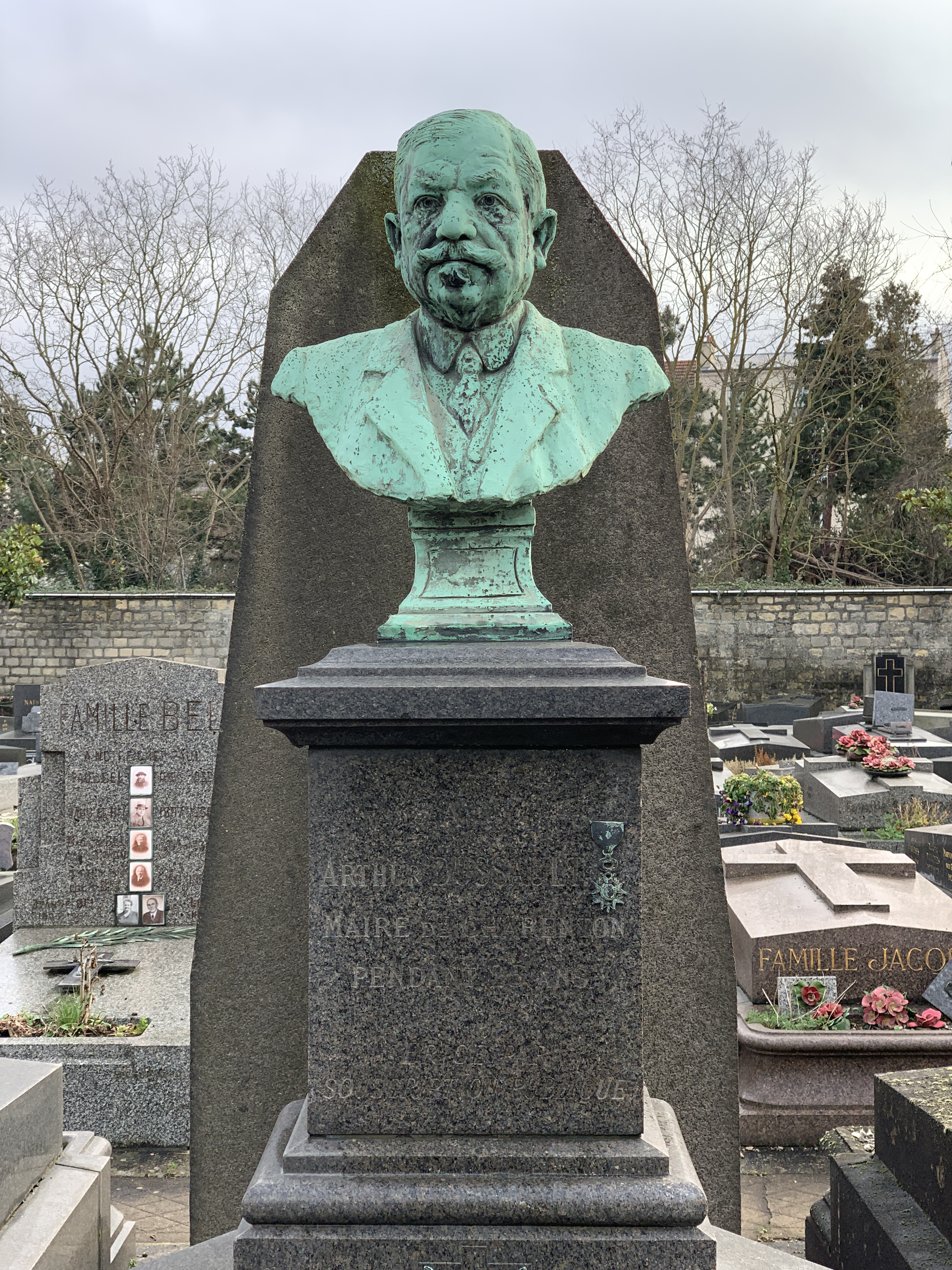
La tombe d'Arthur Dussault.

- Zyg Brunner (1878-1961), dessinateur caricaturiste polonais.
- Victor Raymond Cordioux dit Raymond Cordy (1898-1956), acteur français.
- Arthur Dussault, peintre et homme politique, maire de la commune de 1919 à 1925.
- Germaine Epicaste (1899-1974), chanteuse d'opéra[6].
- L'abbé Louis Esquerré (1863-1931).
- Pierre Giannotti (1910-1986) et son épouse Raymonde née Notti-Pagès (1914-1999), chanteurs à l'Opéra.
- Achille Joinard (1889-1957), militant politique et dirigeant sportif.
- Claude Lepelley (1934-2015), historien.
- Louis-Joseph Ramon (1791-1871), médecin[7],[8]. Il veilla le marquis de Sade dans sa dernière nuit et suivit son enterrement[9],[10]. Il a laissé son nom à une place de la commune[11]. Note : toutes les références données ci-avant sont inexactes. Louis-Joseph Ramon est inhumé dans la 10e division du cimetière de Charenton-Valmy ; il suffit de se rendre sur place.
- Yo Savy (1911-2003), peintre, fille du peintre Marcel Duchamp.
- Louis Toffoli (1907-1999), artiste peintre.